# Besnik Bisha
Besnik Bisha (Tirana, 1958) è un regista cinematografico e attore cinematografico albanese, ha diretto cinque film dal 1988.
Il suo film del 2007, Mao Tse Tung fu introdotto alla trentesima edizione del Festival cinematografico internazionale di Mosca.

## Filmografia parziale
- Bolero (1997)
- Mao Tse Tung (2007)